# María Jesús Gallego Arrufat
María Jesús Gallego Arrufat es una investigadora y profesora española. Catedrática de Universidad en Tecnología Educativa.

## Biografía
En 1987 se licenció en Filosofía y Letras, sección Pedagogía, por la Universidad de Granada y en 1993 se doctoró en Filosofía y Ciencias de la Educación, en la sección de Pedagogía, con una tesis sobre La práctica con ordenadores en los centros educativos. En 1988 inició su labor docente en la Universidad de Granada, donde es catedrática del Departamento de Didáctica y Organización Escolar.
Como profesora e investigadora, trabaja en el ámbito de la Tecnología Educativa y Formación de Profesores. Es coordinadora de la Línea del programa de doctorado en Ciencias de la Educación de la Universidad de Granada "Curriculum, Organización y Formación para la equidad en la sociedad del conocimiento", y anteriormente fue coordinadora del Programa de Doctorado en Fundamentos del Currículum y Formación del profesorado en las áreas de Educación Primaria y Secundaria (2010-2011), y del máster universitario Investigación e innovación en Currículum y Formación (2011-2016).
Entre 1997 y 2009 editó la revista Profesorado. Revista de Currículum y Formación de Profesorado y Journal for Educators, Teachers and Trainers desde 2010 a 2019. Sus líneas de investigación son la educación digital y las tecnologías de la información y la comunicación en la educación, la didáctica universitaria, la formación y la innovación y mejora de la escuela.